# Хэншуй
Хэншу́й (кит. упр. 衡水, пиньинь Héngshuǐ) — городской округ в провинции Хэбэй КНР.

## История
Несмотря на то, что эти земли населены с древнейших времён, до середины XX века они не были объединены единой административной единицей.
В 1949 году был образован Специальный район Хэншуй (衡水专区), в который вошло 13 уездов. В 1952 году он был расформирован, и 3 уезда было передано в состав провинции Шаньдун, 6 — в состав Специального района Шицзячжуан (石家庄专区), 3 — в состав Специального района Цансянь (沧县专区) и 1 — в состав Специального района Синтай (邢台专区). В 1962 году Специальный район Хэншуй был воссоздан — на этот раз в составе 11 уездов. В 1970 году Специальный район Хэншуй был переименован в Округ Хэншуй (衡水地区). В 1982 году посёлок Хэншуй был поднят в статусе до городского уезда.
В мае 1996 года решением Госсовета КНР округ Хэншуй был преобразован в городской округ Хэншуй, а территория бывшего городского уезда Хэншуй стала районом Таочэн в его составе.
В 2016 году городской уезд Цзичжоу был преобразован в район городского подчинения.

## Административно-территориальное деление
Городской округ Хэншуй делится на 2 района, 1 городской уезд, 8 уездов:
| Карта | Карта          | Карта    | Карта     | Карта         | Карта            | Карта         | Карта                      |
| ----- | -------------- | -------- | --------- | ------------- | ---------------- | ------------- | -------------------------- |
|       |                |          |           |               |                  |               |                            |
| #     | Статус         | Название | Иероглифы | Пиньинь       | Население (2004) | Площадь (км²) | Плотность населения (/км²) |
| 1     | Район          | Таочэн   | 桃城区    | Táochéng qū   | 440 000          | 590           | 746                        |
| 2     | Район          | Цзичжоу  | 冀州区    | Jìzhōu qū     | 360 000          | 918           | 392                        |
| 3     | Городской уезд | Шэньчжоу | 深州市    | Shēnzhōu shì  | 560 000          | 1244          | 450                        |
| 4     | Уезд           | Цзаоцян  | 枣强县    | Zǎoqiáng xiàn | 380 000          | 903           | 421                        |
| 5     | Уезд           | Уи       | 武邑县    | Wǔyì xiàn     | 310 000          | 830           | 373                        |
| 6     | Уезд           | Уцян     | 武强县    | Wǔqiáng xiàn  | 210 000          | 442           | 475                        |
| 7     | Уезд           | Жаоян    | 饶阳县    | Ráoyáng xiàn  | 290 000          | 573           | 506                        |
| 8     | Уезд           | Аньпин   | 安平县    | Ānpíng xiàn   | 310 000          | 493           | 629                        |
| 9     | Уезд           | Гучэн    | 故城县    | Gùchéng xiàn  | 470 000          | 941           | 499                        |
| 10    | Уезд           | Цзинсянь | 景县      | Jǐng xiàn     | 500 000          | 1183          | 423                        |
| 11    | Уезд           | Фучэн    | 阜城县    | Fùchéng xiàn  | 320 000          | 698           | 458                        |